# Janina Burhardt
Janina Maria Burhardt (ur. 10 marca 1883 w maj. Podgaj, zm. 12 grudnia 1924 w Rydze) – polska działaczka niepodległościowa, artystka malarka, dama Orderu Virtuti Militari.

## Życiorys
Urodziła się 10 marca 1883 w majątku Podgaj k. Kiejdan, w ówczesnym powiecie kowieńskim guberni kowieńskiej, w rodzinie Michała Innocentego h. Grzymała (1838-1907), doktora medycyny, i Antoniny Bogumiły z Medekszów h. Lis (1863–1933). Była siostrą Józefy Emilii (1880–1909), Gabrieli Adeli (1882–1884), Aleksandra (1885–1976), adwokata, Mieczysława (1887–1963), komandora porucznika Marynarki Wojennej, Stanisława (1889–1940), sędziego okręgowego, Jadwigi Marii (ur. 1895) i Stefana (1899–1991), bibliotekarza.
Uczyła się w prywatnej szkole malarstwa dla kobiet Miłosza Kotarbińskiego w Warszawie.
10 października 1921 major Marian Zyndram-Kościałkowski sporządził wniosek na odznaczenie Janiny Burhardtówny Orderem Virtuti Militari, w którym napisał: „z własnej inicjatywy zorganizowała niebawem po zajęciu Wilna przez Wojska Polskie wiosną 1919 łączność kurierską między Kowieńszczyzną i Wileńską Ekspozyturą Oddziału II Naczelnego Dowództwa celem przesyłania danych wywiadowczych o armii litewskiej. W czerwcu 1919 przystąpiła wraz ze swym aparatem łączności do POW, gdzie obok służby łączności położyła ogromne zasługi w dziedzinie organizacyjnej i uświadamiającej. Nie kryjąc się ze swymi przekonaniami i będąc stale prześladowaną przez władze litewskie potrafiła tak ściśle zachować konspirację organizacyjną, iż będąc parokrotnie pod sądem nie ściągnęła na siebie zarzutu należenia do organizacji i nie przyczyniła się do zdekonspirowania żadnego ze szczegółów organizacyjnych. Stale stała na straży godności narodowej i honoru organizacyjnego, który nie pozwolił w chwilach najniebezpieczniejszych opuścić swojej placówki, na której twa dotąd, krzepiąc ducha swych towarzyszy pracy i wlewając otuchę w ich serca w najcięższych chwilach”.
Zmarła 12 grudnia 1924 w Rydze i została pochowana w grobie rodzinnym na cmentarzu Na Rossie w Wilnie.

## Ordery i odznaczenia
- Krzyż Srebrny Orderu Wojskowego Virtuti Militari nr 5851[2] – 20 listopada 1922[4]
- Krzyż Niepodległości z Mieczami – pośmiertnie w czerwcu 1931 „za pracę w dziele odzyskania niepodległości”[4]
- Odznaka pamiątkowa Polskiej Organizacji Wojskowej[2]